# Lunka
Lunka románul: Lunca, település Romániában, Erdélyben, Hunyad megyében.

## Fekvése
Körösbányától nyugatra, a Fehér-Körös bal partján fekvő település.

## Története

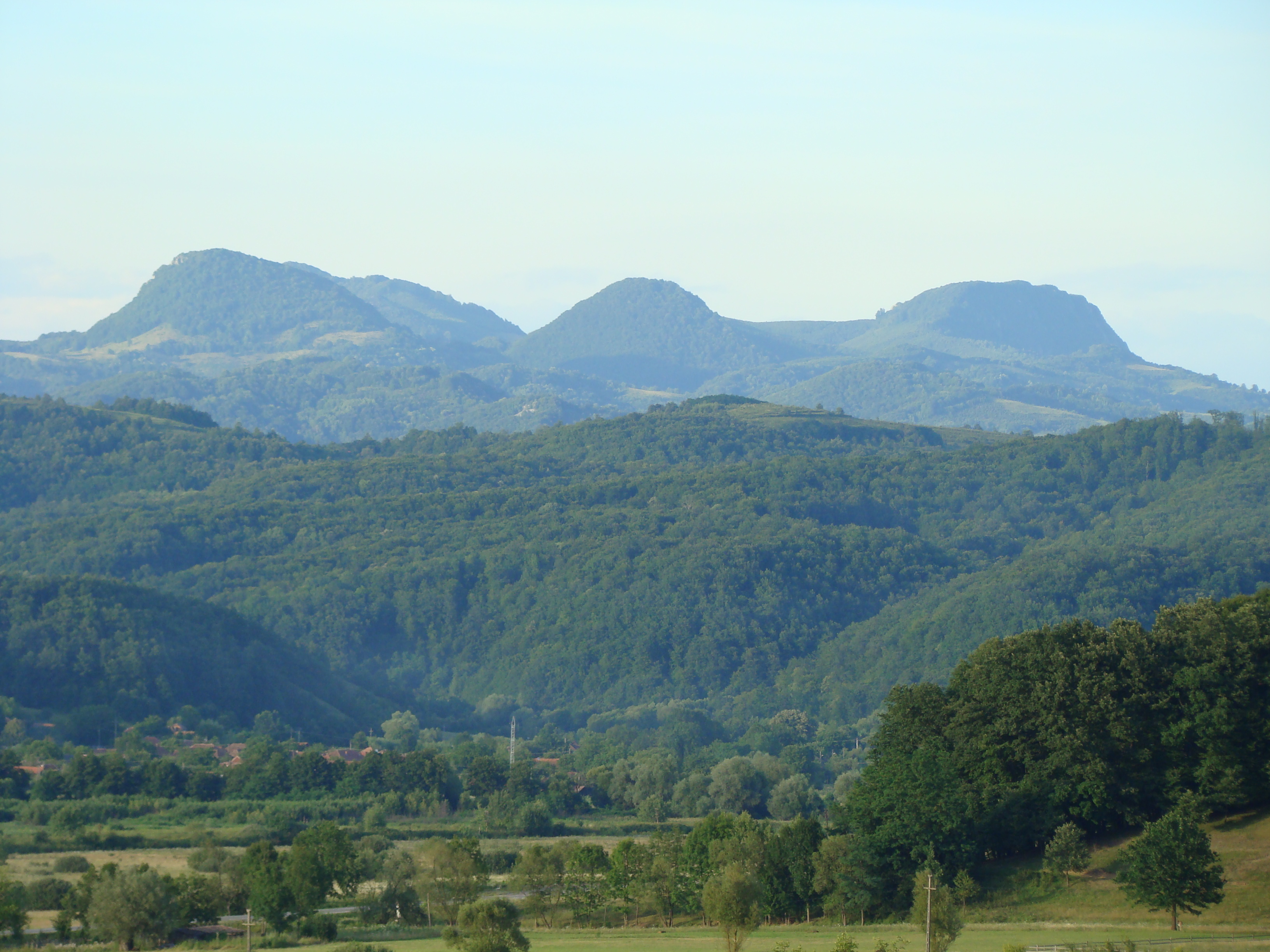
Lunka környékének látképe

Lunka egykor Zaránd vármegyéhez tartozott. Nevét 1760–1762 között említette először oklevél már akkor is mai Lunka nevén. 1808-ban Lunka ~ Lunkány, 1913-ban Lunka néven írák.
1891-ben A Pallas nagy lexikona írta a településről: „Lunka, kisközség Hunyad vármegye kőrösbányai járásában, 561 oláh lakossal. A gróf Gyulay-család tulajdonában volt terjedelmes erdőségekben éppen a Fehér-Kőrös és Maros vizválasztója alatt szép cseppkőbarlang, melyből a Kazanesd Vásza felé induló patak ered.”
A trianoni békeszerződés előtt Hunyad vármegye Körösbányai járásához tartozott.
1910-ben 636 lakosából 602 román, 26 magyar volt. Ebből 606 görögkeleti ortodox, 24 római katolikus volt.

## Galéria

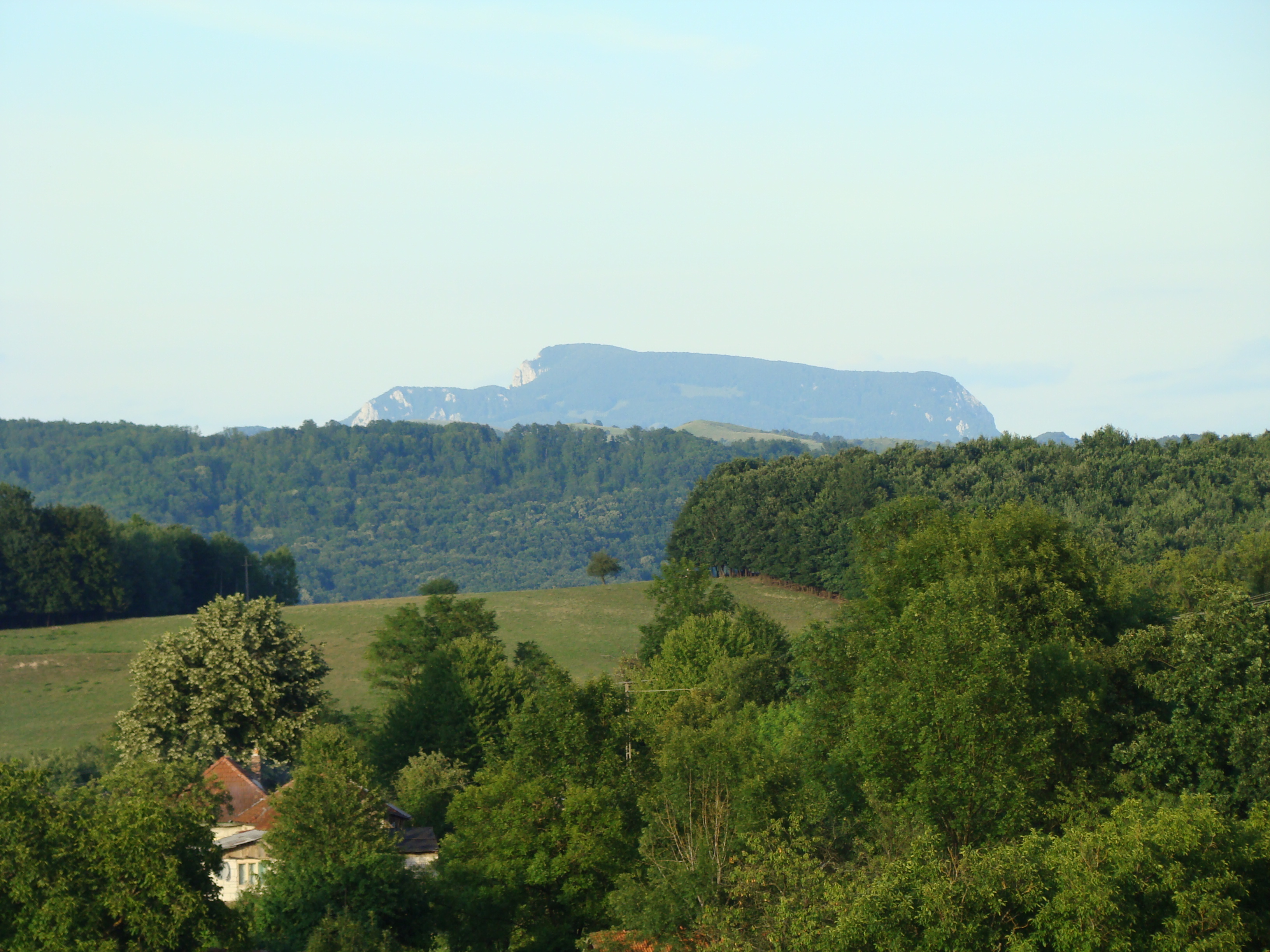
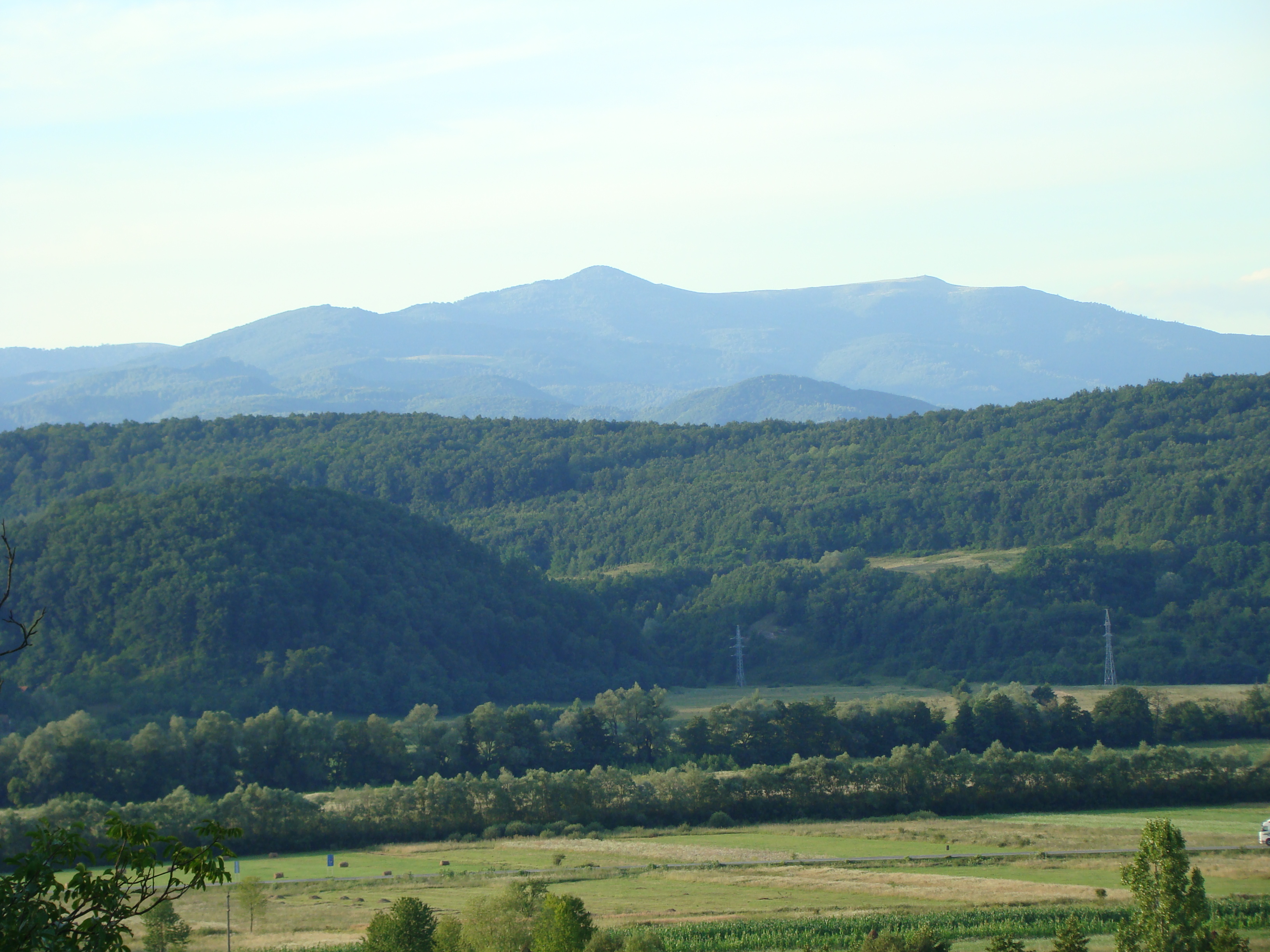
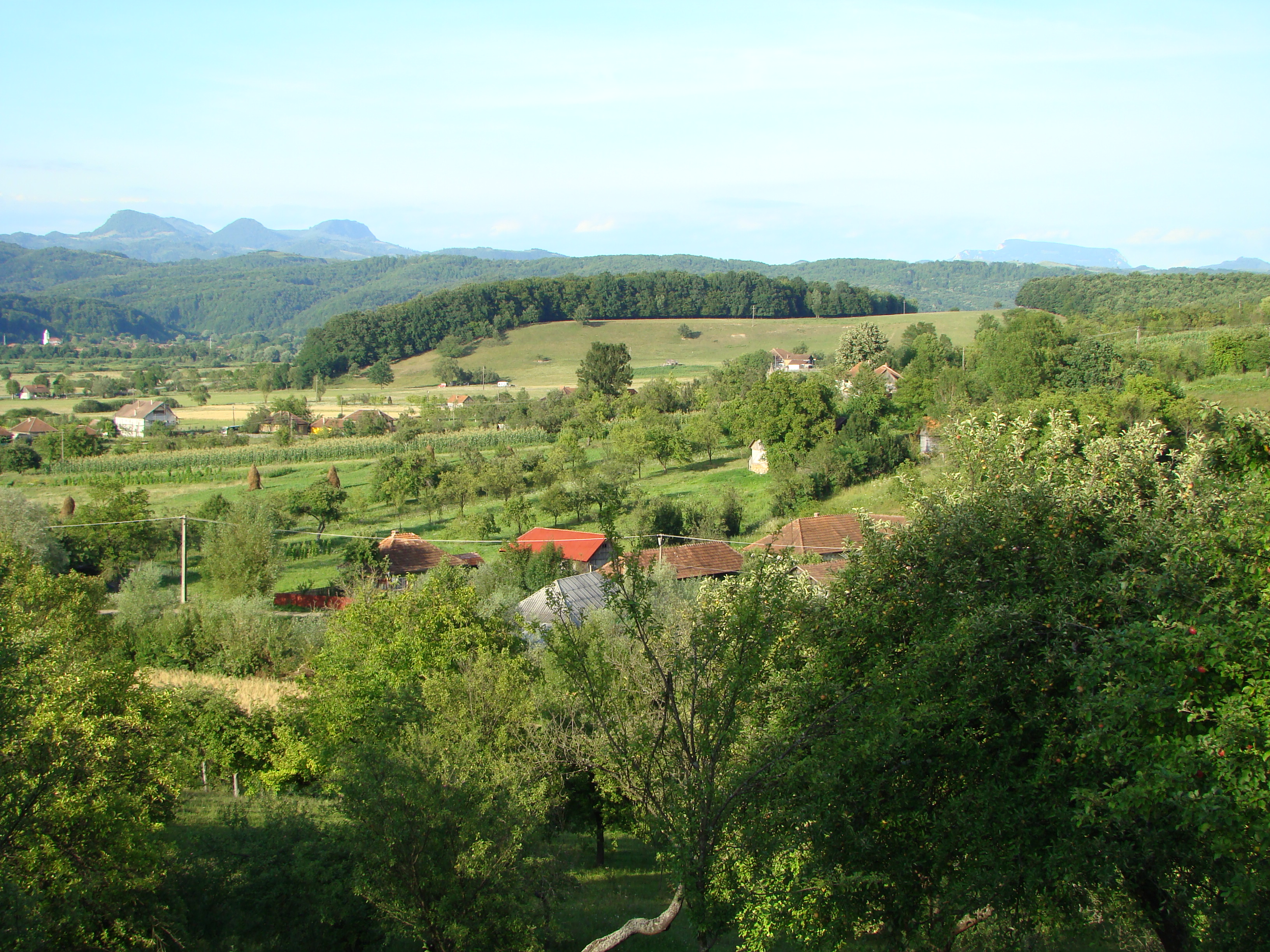
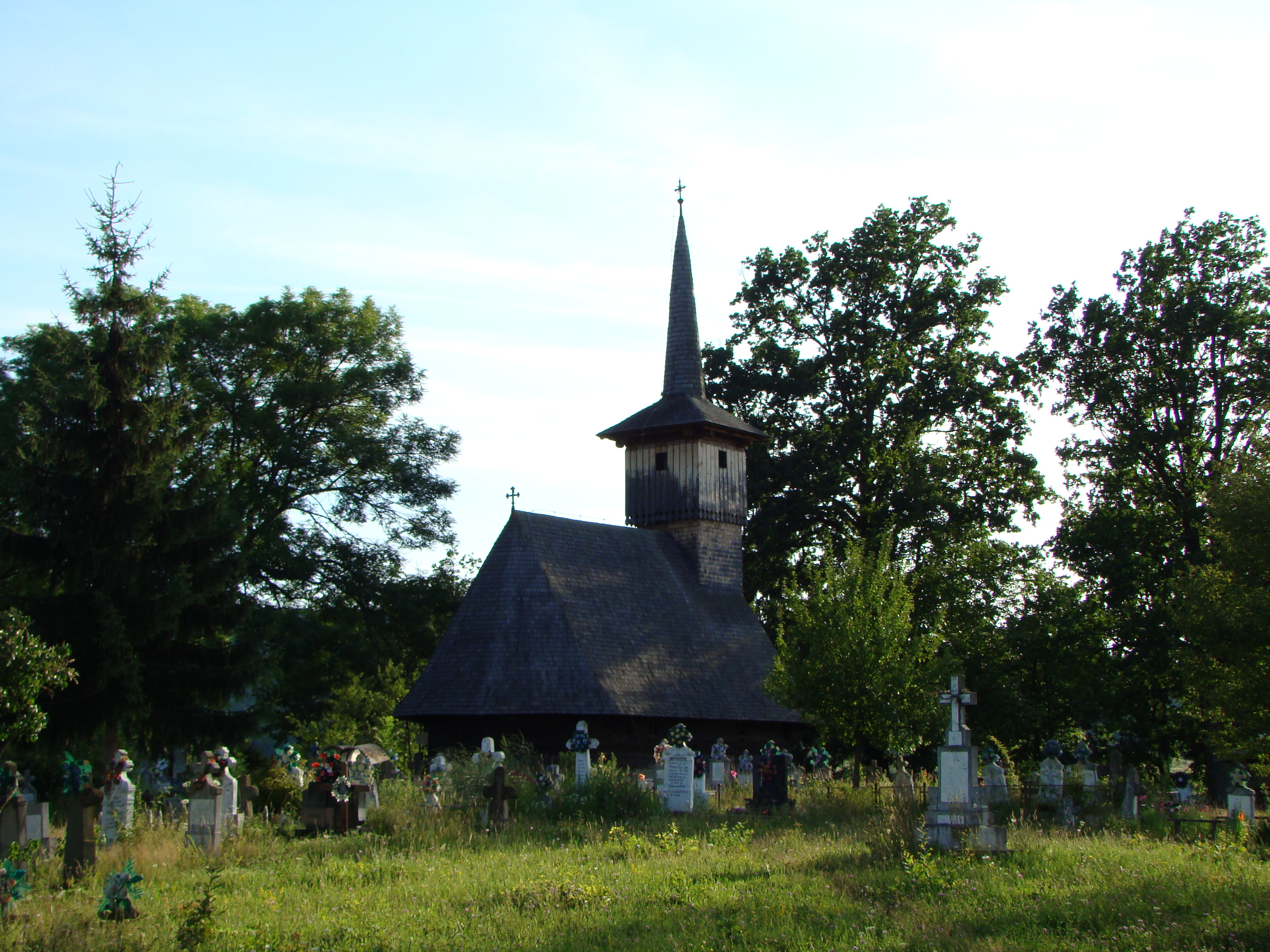
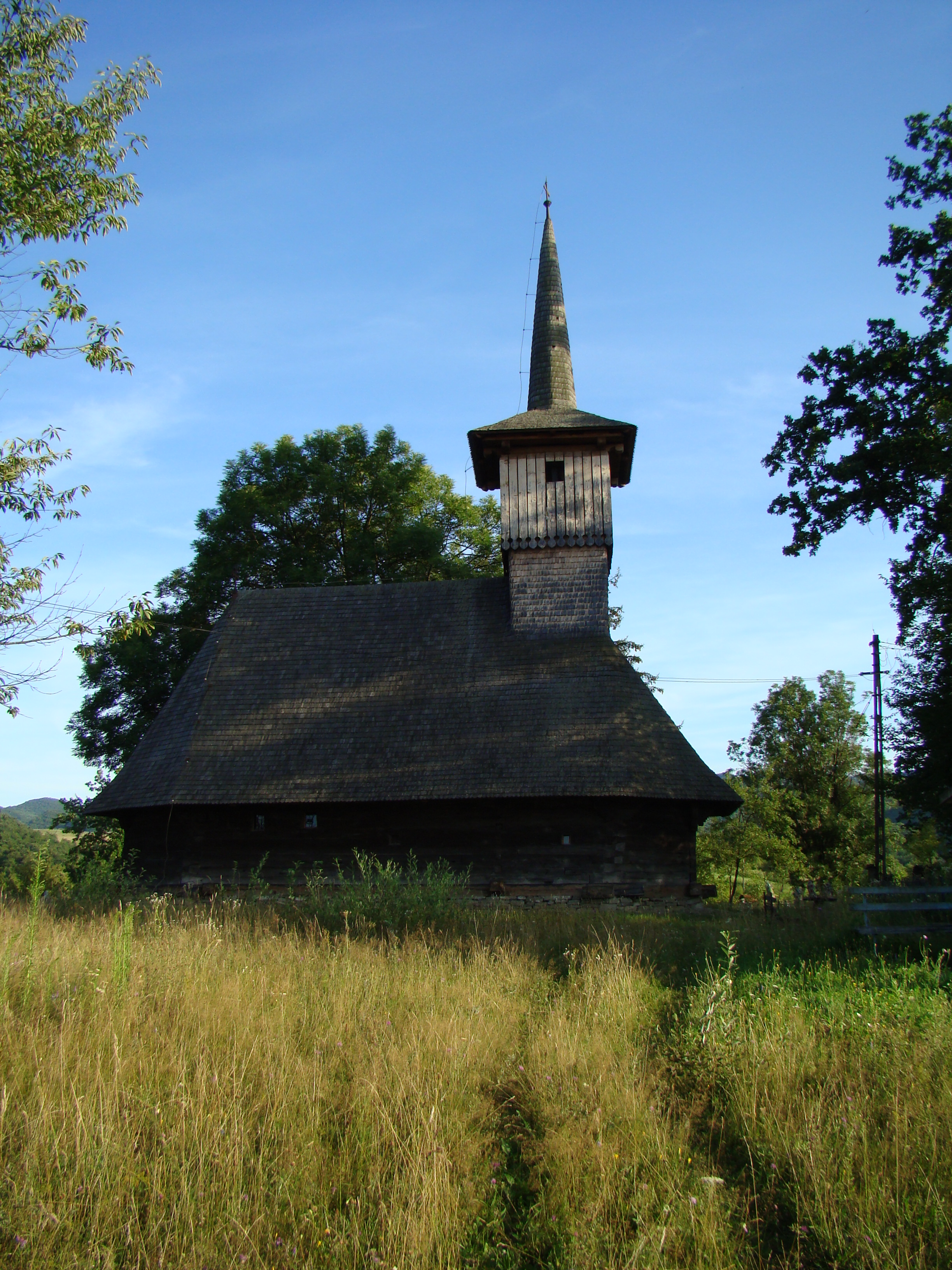

## Nevezetesség
- 17. századi ortodox fatemplom[1]